# Unterweißbacher Werkstätten für Porzellankunst

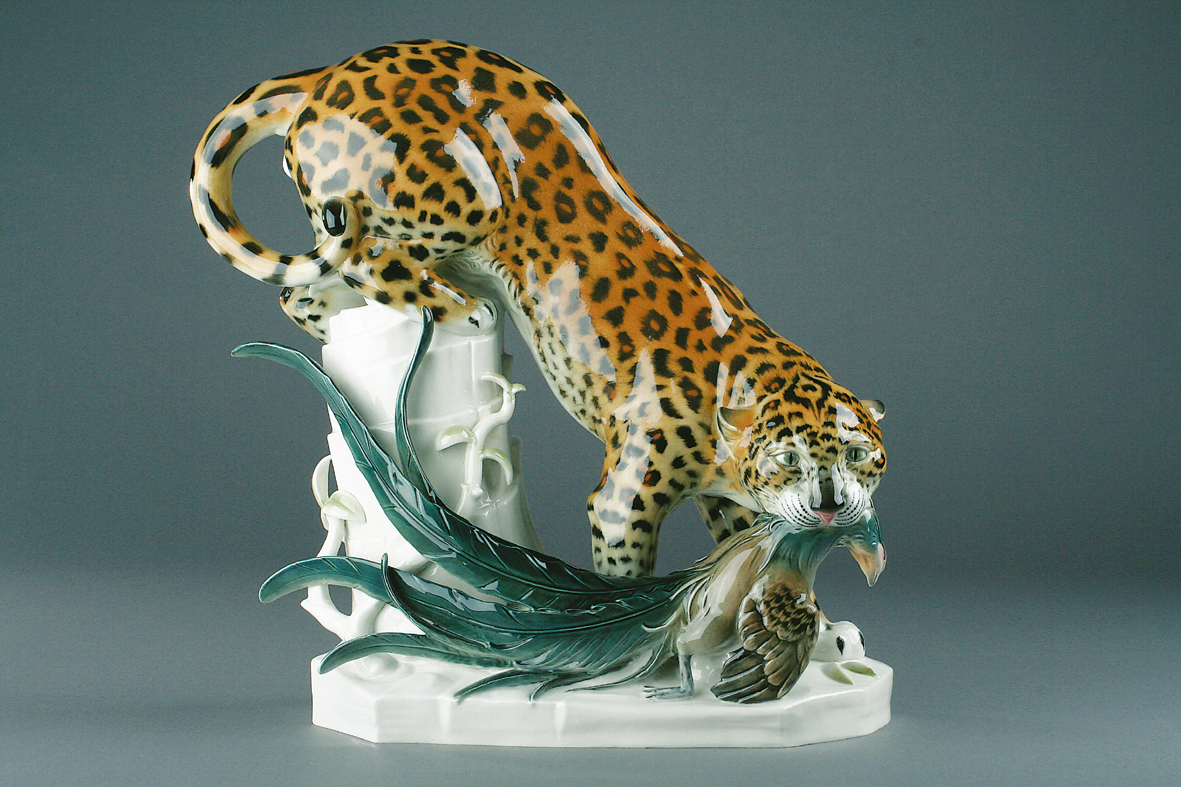
Esemplare di porcellana di Unterweißbach.

Unterweißbacher Werkstätten für Porzellankunst è una fabbrica di porcellane fondata nel 1882 da Herman Jost, in Turingia (Germania), patria di altri produttori di porcellane famosi come Von Schierholz e Volkstedt. Essa fu un esempio di azienda che subisce alterne vicende; il successo seguito da una bancarotta seguita a sua volta da un successo ancora maggiore. 

## Storia
Dopo aver iniziato a produrre principalmente piatti e stoviglie dal design tradizionale, la qualità salì costantemente fino ad arrivare a realizzare alcuni dei migliori pezzi figurali nella storia delle porcellane tedesche. 
Uno dei maggiori tratti distintivi delle opere era l'inconfondibile effetto merletto di Dresda.
Nel 1890, la fabbrica fu acquistata da Rudolf Mann, che vendette alcune quote anche ad altri investitori fra cui Fritz Porzelius.
Negli anni successivi ci fu una forte ripresa economica tanto che l'azienda nel 1899 divenne società per azioni.
Nel 1908 la fusione con la Schwarzburger ed il suo proprietario Max Adolf Pfeiffer, favorì l'ingresso in fabbrica di molti famosi artisti che durante la loro permanenza crearono molte opere premiate. Alla Fiera Mondiale del 1910 a Bruxelles, l'azienda ricevette una medaglia d'oro, all'Esposizione Internazionale di Caccia a Vienna, una medaglia d'argento. Alla mostra di Torino del 1911 medaglie e premi d'onore, Medaglie d'Oro nel 1913 a Lipsia e Ginevra.
La Grande depressione del 1929, però mise a dura prova la Unterweißbach, che fu costretta alla bancarotta seguita dalla scissione.
Una parte significativa della società migrò sotto il controllo di Heinz Schaubach. Nel 1940 Schaubach acquistò l'azienda e procedette ad una riorganizzazione per ricostituire di nuovo la Società Porcellane Unterweißbach tornando alla produzione di oggetti di alto pregio. Dopo la fine della seconda guerra mondiale, il numero degli addetti giunse a 160 lavoratori, ottimizzando la qualità economica e artistica dei prodotti, anche se per diverso tempo la società ha operato con diversi altri nomi. Questa è stata anche in parte a causa del fatto che l'azienda era situata nella Germania dell'Est fino alla riunificazione. 
Dopo la riunificazione della Germania, la Unterweissbach recuperò il nome originario continuando a prosperare.
Nel 1953 la società divenne di proprietà statale, mentre dal 1990 è interamente controllata dal gruppo Seltmann Weiden.